# Richard Boyle, Cork 1. grófja
Richard Boyle, az Cork első grófja (Canterbury, 1566. október 13. –‎ ?, 1643. szeptember 15.) angol származású ír főnemes, hivatalnok és földbirtokos volt, aki szerény körülmények közül nagyrészt önerőből emelkedett az ír politikai és gazdasági élet egyik legbefolyásosabb alakjává a XVII. század elején. Jogászként kezdte pályafutását, majd 1588-ban Írországba költözött, ahol fokozatosan fontos hivatalokat szerzett, jelentős földbirtokokat vásárolt – köztük Walter Raleigh elkobzott területeit – és nagy vagyonra tett szert. 1620-ban Cork grófja, majd később Írország főkincstárnoka lett, és élete során több politikai és katonai tisztséget viselt. Bevételeit és befolyását dinasztiaalapításra használta: több fia is grófi, vikomti vagy bárói rangot kapott, és a Boyle-család a brit és ír főnemesség meghatározó házává vált.

## Élete
Richard Boyle (1566. október 13. – 1643. szeptember 15.) az angliai Canterburyben született. Szülei megengedhették, hogy Boyle a helyi iskola elvégzése után 1583-tól a cambridge-i Corpus Christi College hallgatója lehett. Jogászként a Middle Temple-ben képezték tovább, később az egyik főbíró írnoka lett.
Richard Boyle 1588. június 23-án érkezett Írországba, mindössze 27 font készpénzzel, néhány ruhával és egy aranygyűrűvel. 1590-ben kinevezték az ír kincstári hivatalhoz tartozó sub-escheatorrá, ami első jelentősebb jövedelmeit biztosította. 1595. november 6-án feleségül vette Joan Apsley-t Limerickben, akinek hozományaként évi 500 font jövedelemhez jutott – ezt a járadékot legalább 1632-ig folyamatosan kapta, noha felesége 1595-ben első gyereke szülése közben elhunyt. E házasság révén katonai körökben is kapcsolatokat szerzett.
Fő pártfogója, George Carew támogatásával 1600-ban Munster Tanács jegyzője lett. Ezzel közigazgatási és politikai szerephez jutott, s hamarosan földszerzési lehetőségekhez is. 1602. december 7-én megvásárolta Walter Raleigh 170 km2, Cork, Waterford és Tipperary megyében fekvő ír földbirtokát 1500 fontért – ez a lépés alapozta meg nagybirtokosi státuszát. Birtokai központjává Lismore kastélyát tette.
1601. július 25-én Dublinban lovaggá ütötték, és még aznap második feleségül vette Catherine Fentont, az ír kormányzat főtitkárának lányát. Ez a házasság beemelte őt az ír kormányzati elit belső köreibe, s újabb politikai támogatóval gazdagodott. 1606. március 12-én Munster királyi tanácsosává nevezték ki, 1611-ben azonban csalás és spanyolokkal való összejátszás vádjával letartóztatták, és két hónapot töltött a londoni Gatehouse börtönben. A bíróság végül felmentette, ami lejáratta vádlóit, és megerősítette Boyle politikai pozícióját.
1602. február 15-én kinevezték Írország egész területére királyi tanácsossá. Ekkorra már jelentős földbirtokkal, évi több ezer fontos jövedelemmel, és befolyásos kapcsolatokkal rendelkezett. Az alacsony sorból induló hivatalnok a hivatali rendszert ugródeszkaként használva néhány évtized alatt az ír politikai és társadalmi elit tagjává emelkedett.
1591. május 6-án megkapta a Youghal Boyle bárója címet. 1620. október 16-án Cork grófjává és önálló címmel Dungarvan vikomtjává tették. 1629. október 26-án Írország főbírájaként, majd 1631. november 9-én ír főkincstárnokként ( szolgált 1643-ig. 1640. június 28-án az angol Titkos tanács tagja lett.
1641-ben az ír felkelés idején két lovasegységet állított ki, és fiaival részt vett az 1642-es liscarrolli csatában. 1643. szeptember 15-én hunyt el Youghalban, Cork megyében, és a helyi Szent Mária-apátságban temették el.

## Gyerekei
Tizenöt gyereke született második feleségétől, Catherine Fentontól. A következő – nem teljes – lista bemutatja, lányai milyen előkelő házasságot kötöttek, illetve fiai számára milyen főnemesi címeket szerzett meg az első gróf:
- Joan Boyle (1611–1656), férje George FitzGerald (1612–1660)  Kildare 16. grófja. A Kildare grófjai az Ír Királyság egyik legfontosabb főurai voltak.
- Richard Boyle (1612–1698),  Cork 2. grófja, majd  Burlington 1. grófja (1664), aki elvette a gazdag hozományú Elizabeth Cliffordot (1613–1691), Clifford 2. bárónőjét.
- Lewis Boyle (1619–1642)[m 3], Kinalmeaky 1. vikomtja
- Roger Boyle (1621–1679)[m 4], Orrery 1. grófja[m 5]
- Francis Boyle (1623–1699)[m 6], Shannon 1. vikomtja
- Mary Boyle (1625–1678), aki Charles Rich (1619–1673), Warwick 4. grófja felesége lett.
- Robert Boyle (1627–1691) ír fizikus és kémikus, a modern kémia előfutára. 1680-tól a londoni Royal Society elnöke.

## A családfa
A zászlók jelzik, ha a címet nem az angol főrendben hozták létre. Az hivatkozással bíró személyek életrajza abban a szócikkben olvasható, amely legmagasabb címükről szól. Ezért előfordulhat, hogy egy névre kattintva egy másik szócikkre visz át a Wikipédia.
- ♦ az első öt Cork gróf
- ♥ Burlington grófjai (nem az összes)
- ♠ Clifford bárói és bárónői
- Orrery grófjai[m 5] 1., 2., 3., 4. és 5.
- Az összes Lanesborough Clifford báró (a cím nincs feltüntetve a családfán) 1., 2., 3. és 4.
- Mindkét Shannon vikomt 1. és 2.
- A ★¹ ★² mutatja, hogy a családfán melyik két személy házasodott össze.

- Roger Boyle (1524–1576)
  - John Boyle (1563–1620)[m 7]
  - Richard Boyle (1566–1643),  ♦Cork 1. grófja
    - Joan Boyle (1611–1656) ∞ George FitzGerald (1612–1660)  Kildare 16. grófja
    - Richard Boyle (1612–1698),  ♦Cork 2. grófja, majd  ♥Burlington 1. grófja (1664) ∞ Elizabeth Clifford (1613–1691)  ♠Clifford 2. bárónője
      - Elizabeth Boyle (–1725) ∞ Nicholas Tufton (1631-1679)[m 8],  Thanet 3. grófja
      - Anne Boyle (1637–1671) ∞ Edward Montagu (1647–1688),  Sandwich 2. grófja
      - Frances Boyle (1637–1673) ∞ Wentworth Dillon (1637–1685)[m 9],  Roscommon 4. grófja
      - Charles Boyle (1639–1694),  Dungarvan 3. vikomtja[m 10]  ♠Clifford 3. bárója
        - Elizabeth Boyle (–1662) ∞ James Barry (1667–1748)[m 11],  Barrymore 4. grófja
        - Charles Boyle, (1669–1704),  ♥Burlington 2. grófja,  ♦Cork 3. grófja,  ♠Clifforrd 4. bárója ∞ Juliana Noel (1672–1750)
          - Juliana Boyle (~1685–1739) ∞ Charles Bruce (1682–1747)[m 12],  Ailesbury 3. grófja
          - Richard Boyle (1694–1753),  ♥Burlington 3. grófja,  ♦Cork 4. grófja,  ♠Clifforrd 5. bárója ∞ Dorothy Savile (1699–1758)
            - Dorothy Boyle (1724–1742) ∞ George FitzRoy (1715–1747)[m 13], Euston grófja
            - Julianna Boyle (1727–1730)[m 14]
            - Charlotte Boyle (1731–1754),  ♠Clifford 6. bárónője ∞ William Cavendish (1720–1764),  Devonshire 4. hercege  ♥Burlinton 2. grófja
              - William Cavendish (1748–1811)  Devonshire 5. hercege,  ♠Clifford 7. bárója ∞¹ Georgiana Spencer (1757–1806)[m 15] ∞² Elizabeth Christiana Hervey (1758–1824)
                - William Cavendish (1790–1858),  Devonshire 6. hercege,  ♠Clifford 8. bárója
                - Georgiana Cavendish (1783–1858), ½♠ ∞ George Howard (1773-1848)[m 16],  Carlisle 6. grófja
                  - Blanche Howard (1812–1840) ∞ William Cavendish (1808–91),  Devonshire 7. hercege ★¹

                - Harriet Cavendish (1785–1862) ½♠ ∞ Granville Leveson-Gower (1773–1846)[m 17],  Granville 1. grófja

              - Dorothy Cavendish (1750–1794) ∞ William Bentinck (1738–1809)[m 18],  Portland 3. hercege
              - George Augustus Henry Cavendish (1754–1834),  ♥Burlington 1. grófja
                - William Cavendish (1783–1812) ∞ Louisa Cavendish (1779 - 1863)
                  - William Cavendish (1808–91),  Devonshire 7. hercege ∞ Blanche Howard (1812–1840) ★¹

                - Charles Cavendish (1793–1863)[m 19],  Chesham 1. bárója
                  - ... innen Chesham bárói

          - Henrietta Boyle (1700–1746) ∞ Henry Boyle (1682–1764)[m 20],  Shannon 1. grófja ★²

        - Henry Boyle (1669–1725)[m 21],  Carleton 1. bárója
        - Mary Boyle (1670–1709) ∞ James Douglas (1662–1711),  Queensberry 2. hercege
        - Arabella Boyle (1671–1740) ∞ Henry Petty (1675–1751)[m 22],  Shelburne 1. grófja

      - Henrietta Boyle (1646–1687) ∞ Laurence Hyde (1642–1711)[m 23],  Rochester 1. grófja

    - Lewis Boyle (1619–1642)[m 3],  Kinalmeaky Boyle 1. vikomtja
    - Roger Boyle (1621–1679)[m 4],  Orrery 1. grófja
      - Barbara Boyle (– 1682) ∞ Arthur Chichester (1666–1706)[m 24],  Donegall 3. grófja
      - Margareth Boyle (~1644–1683) ∞ William O'Brien (1640–1692)[m 25],  Inchiquin 2. grófja
      - Roger Boyle (1646–1682)[m 26],  Orrery 2. grófja ∞ Mary Sackville (1647–1710)[m 27]
        - Lionel Boyle (1671–1703)[m 28],  Orrery 3. grófja ∞ Mary Sackville (~1680–1714)[m 27]
        - Charles Boyle (1674–1731)[m 29],  Orrery 4. grófja ∞ Elizabeth Cecil (1687–1708)
          - John Boyle (1707–1762)[m 30],  Orrery 5. grófja,  ♦Cork 5. grófja ∞ Henrietta Hamilton (–1732)
            - ...innen Cork és Orrery grófjai

      - Henry Boyle (1648–1693)[m 31]
        - Henry Boyle (1682–1764)[m 20],  Shannon 1. grófja ∞ Henrietta Boyle (1700–1746) ★²
          - ...innen Shannon grófjai

    - Francis Boyle (1623–1699)[m 6], Shannon 1. vikomtja
      - Richard Boyle (~1645–1679)
        - Richard Boyle (1675–1740)[m 32], Shannon 2. vikomtja ∞¹ Mary Sackville (~1680–1714)[m 27]

    - Mary Boyle (1625–1678) ∞ Charles Rich (1619–1673)[m 33],  Warwick 4. grófja
    - Robert Boyle (1627–1691)

## Fordítás
- Ez a szócikk részben vagy egészben  a   Richard Boyle, 1st Earl of Cork című angol Wikipédia-szócikk ezen változatának fordításán alapul.  Az eredeti cikk szerkesztőit annak laptörténete sorolja fel. Ez a jelzés csupán a megfogalmazás eredetét és a szerzői jogokat jelzi, nem szolgál a cikkben szereplő információk forrásmegjelöléseként.